# My Friend Pinto
Pour plus de détails, voir Fiche technique et Distribution.
My Friend Pinto est un film indien réalisé par Dar Raaghav et sorti le 14 octobre 2011. 
Produit par Sanjay Leela Bhansali, le film met en scène Prateik Babbar, Kalki Koechlin et Arjun Mathur.

## Synopsis
Le film narre l'histoire de Michael Pinto (Prateik Babbar), jeune homme heureux ayant grandi dans un petit village de Goa. Lorsque sa mère décède, son monde s'écroule et il décide de quitter son petit village pour Mumbai, afin de retrouver son meilleur ami d'enfance Sameer (Arjun Mathur).

## Fiche technique
- Titre  original : My Friend Pinto
- Réalisateur :Dar Raaghav
- Scénariste : Raaghav Dar et  Arun Sukumar
- Producteur : Sanjay Leela Bhansali
- Pays d'origine :  Inde
- Format :  couleur
- Langue : hindi et anglais
- Genre : Comédie dramatique
- Durée :
- Date de sortie : 
  -  Inde : 14 octobre 2011

## Distribution
- Prateik Babbar : Michael Pinto
- Kalki Koechlin : Maggie
- Arjun Mathur :  Sameer Sharma
- Shruti Seth : Suhani S. Sharma
- Makrand Deshpande : Don
- Rajendranath Zutshi : Mac
- Divya Dutta : Reshma Shergill
- Shakeel Khan : Asif
- Aseem Hattangadi : Bhargav
- Faisal Rashid : Abhay
- Shikha Talsania : Neha
- Asif Basra  : Joe - Maggie's Uncle
- Shweta Bajpai :  le receptioniste
- Akash Beri : Mahesh
- Adhir Bhatt : Venky

## Autour du film
Les recettes générées par le film en Inde s'élèvent à 135 000 000 de roupies après 1 mois d'exploitation. Inde box office considère que le film est un flop majeur.